# アネッテ・アスクヴィーク
アネッテ・アスクヴィーク（Anette Askvik, 1983年 - ）は、ノルウェーの女性歌手、作曲家、プロドゥーサー。スタヴァンゲル出身。

現在はオスロで活動中。ジャンルはポップとジャズに分類される。

## 来歴
2010年、オスロでプロデューサーのØystein Sevågとデビューアルバム『Liberty』をレコーディング、自社の会社BIRDをからのリリースを行う。リリース後、彼女はドイツ、イギリス、フランス、アメリカをツアーを行った。
2011年以来、次のアルバム作成に取り組み、 彼女の最初のシングル「Supernova」は、ミュージックビデオとともに2015年11月にリリースされた。
2016年3月下旬、2枚目のアルバム『Multiverse』を発表。
ノルウェー放送協会にも作曲を提供しており、ドキュメンタリー番組シリーズ『Brennpunkt』で放送されたノルウェー連続テロ事件の特集番組『22.07』は、Gullruten 2013受賞。

## 人物
オーストラリアのグリフィス大学クイーンズランド音楽学校でジャズソングの学士号を取得[要出典]。
ノルウェーの作曲・テキスト作家連盟NOPA、ノルウェー・レコーディング・アーティスト協会NORAの会員。政府の音楽機関であるノルウェジアン・アーツ・カウンシルからは、作曲活動のための助成金を授与されている[要出典]。

## 作品

### アルバム
- Roses EP (2006年)
- Liberty (2011年)
- Multiverse (2016年)

### シングル
- Supernova (2015年)